# Maksym Kalynytsjenko
Maksym Serhijovytsj Kalynytsjenko (Oekraïens: Максим Сергійович Калиниченко; Charkov, 26 januari 1979) is een Oekraïens voetballer die uitkomt voor Tavrija Simferopol.

## Clubcarrière
Kalynytsjenko begon zijn carrière bij Dnipro Dnipropetrovsk. In 2000 nam Spartak Moskou hem over. Met deze club werd hij in 2000 en in 2001 Russisch kampioen. In 2003 werd de Russische voetbalbeker veroverd. In 2008 keerde hij terug bij Dnipro Dnipropetrovsk en sinds 2011 staat Kalynytsjenko onder contract bij Tavrija Simferopol.

## Interlandcarrière
In 2002 debuteerde Kalynytsjenko in het Oekraïens voetbalelftal. Met zijn land nam hij in 2006 deel aan het WK voetbal in Duitsland. Tot nu toe speelde hij 47 interlands waarin hij 7 keer wist te scoren.

## Erelijst
Spartak Moskou
- Russisch kampioen: 2000, 2001
- Russische voetbalbeker: 2003